# James Alfred Wanklyn
James Alfred Wanklyn (18 de febrero de 1834 - 19 de julio de 1906) fue un químico inglés del siglo XIX que es recordado principalmente por su "método del amonio" para determinar la calidad del agua y por sus encarnizadas discusiones con aquellos como Edward Frankland, quienes se oponían a todo lo relacionado con el análisis del agua. Wanklyn nació en Ashton-under-Lyne y murió en New Malden.  Trabajó con Frankland, Robert Bunsen, y Lyon Playfair. Fue profesor de Química en el London Institutiton después de 1864, donde publicó muchos artículos referentes a sus investigaciones.

## Algunas publicaciones
- Tea, coffee and cocoa: a practical treatise on the analysis of tea, coffee, cocoa, chocolate, maté (Paraguay tea), etc., London: Trubner and Company, 1874
- Milk-analysis. A practical treatise on the examination of milk and its derivatives, cream, butter, and cheese, London: Trubner and Company, 1874
- Air-analysis: a practical treatise on the examination of air. With an appendix on illuminating gas, London: Kegan Paul, Trench, Trubner and Company, 1890
- Arsenic, London: Kegan Paul, Trench, Trubner and Company, 1901
- Sewage Analysis, 2.ª ed. Londres: Kegan Paul, Trench, Trubner and Company, 1905
- Water-analysis, a practical treatise on the examination of potable water, 11.ª ed. Londres: Kegan Paul, Trench, Trubner and Company, 1907